# 图像
图像（image）依语境又称像、影像、物像，是人对视觉感知的物质再现，也是物体反射或辐射电磁波能量强度的连续多维空间信息、显示、记录。
图像可以由光学设备获取，如照相机、镜子、望远镜及显微镜等；也可以人为创作，如手工绘画。图像可以记录、保存在纸质媒介、胶片等等对光信号敏感的介质上。随着数字采集技术和信号处理理论的发展，越来越多的图像以数字形式存储。因而，有些情况下“图像”一词实际上是指数字图像。
与图像相关的话题包括图像采集、图像制作、图像分析和图像处理等。
图像分為静態影像，如圖片、照片等，和动態影像，如视频等兩種。
圖像是一種視覺符號。透過專業設計的圖像，可以發展成人與人溝通的視覺語言，也可以是了解族群文化與歷史源流的史料。世界美術史中大量的平面繪畫、立體雕塑與建築，也可視為人類由古自今文明發展的圖像文化資產。

## 备注
1. ↑  按全国科学技术名词审定委员会的定义，“像”是指用模仿、比照等方法制成的人或物的形象，也包括光线经反射、折射而形成的与原物相同或相似的图景；“象”是指自然界、人或物的形态、样子。